# 마세라티 캄신
마세라티 캄신(Maserati Khamsin)은 1974년부터 1982년까지 생산된 마세라티의 스포츠카이다. 마세라티의 전통에 따라 차량의 이름은 바람의 이름을 따서 명명되었다. 캄신은 1년에 50일 동안 이집트 사막에서 불어오는 뜨겁고 격렬한 돌풍이다.

## 역사

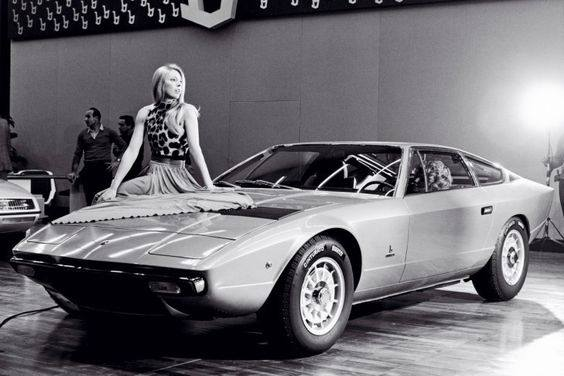
1972년 토리노 모터쇼에서 베르토네 부스에 전시된 마테라티 캄신

캄신은 1972년 11월 토리노 모터쇼에서 그루포 베르토네의 컨셉트 카로 처음 소개되었다. 마르첼로 간디니가 디자인한 이 차는 베르토네가 마세라티를 위해 만든 첫 번째 차량이었다. 날카롭고 각진 디자인과 후미등이 특징이다. 1973년 3월 파리 모터쇼에서 생산 모델이 공개되었고, 생산은 1년 후인 1974년에 시작되었다.
1982년에 단종되었다. 총 435대의 차량이 생산되었다.

## 사양
4.9L (4930cc) V8 엔진이 사용되었다. 5500rpm에서 320마력을 낼 수 있으며, 토크는 4000rpm에서 482.0 N⋅m이다. 마세라티 주장에 의하면 유럽 사양 모델은 170마일 (약 270km/h)를 낼 수 있다.